# Toxicocalamus
Toxicocalamus is een geslacht van slangen uit de familie koraalslangachtigen (Elapidae) en de onderfamilie Elapinae.

## Naam en indeling
De wetenschappelijke naam van de groep werd voor het eerst voorgesteld door George Albert Boulenger in 1896. Er zijn elf soorten die voorkomen in delen van Azië. De slangen werden eerder aan andere geslachten toegekend, zoals Ultrocalamus, Apistocalamus en Pseudapistocalamus. Er zijn zeventien soorten, inclusief de pas in 2020 beschreven soort Toxicocalamus goodenoughensis.

## Verspreiding en habitat
De slangen komen voor in delen van Azië en leven endemisch in Indonesië, de meeste soorten komen alleen voor op Papoea-Nieuw-Guinea. De habitat bestaat uit vochtige tropische en subtropische bossen, zowel in laaglanden als in bergstreken. Ook in door de mens aangepaste streken zoals aangetaste bossen kunnen de dieren worden aangetroffen.

## Beschermingsstatus
Door de internationale natuurbeschermingsorganisatie IUCN is aan XXX soorten een beschermingsstatus toegewezen. Zes soorten worden 'veilig' (Least Concern of LC), vier als 'onzeker' (Data Deficient of DD) en een soort als 'kwetsbaar' (Vulnerable of VU).

## Soorten
Het geslacht omvat de volgende soorten, met de auteur en het verspreidingsgebied.
| Naam                          | Auteur                         | Verspreidingsgebied            |
| ----------------------------- | ------------------------------ | ------------------------------ |
| Toxicocalamus buergersi       | Sternfeld, 1913                | Papoea-Nieuw-Guinea            |
| Toxicocalamus cratermontanus  | Kraus, 2017                    | Papoea-Nieuw-Guinea            |
| Toxicocalamus ernstmayri      | O'Shea, Parker & Kaiser, 2015  | Papoea-Nieuw-Guinea            |
| Toxicocalamus goodenoughensis | Roberts & Austin, 2020         | Papoea-Nieuw-Guinea            |
| Toxicocalamus grandis         | Boulenger, 1914                | Indonesië                      |
| Toxicocalamus holopelturus    | McDowell, 1969                 | Papoea-Nieuw-Guinea            |
| Toxicocalamus longissimus     | Boulenger, 1896                | Papoea-Nieuw-Guinea            |
| Toxicocalamus loriae          | Boulenger, 1898                | Papoea-Nieuw-Guinea, Indonesië |
| Toxicocalamus mattisoni       | Kraus, 2020                    | Papoea-Nieuw-Guinea            |
| Toxicocalamus mintoni         | Kraus, 2009                    | Papoea-Nieuw-Guinea            |
| Toxicocalamus misimae         | McDowell, 1969                 | Papoea-Nieuw-Guinea            |
| Toxicocalamus nigrescens      | Kraus, 2017                    | Papoea-Nieuw-Guinea            |
| Toxicocalamus pachysomus      | Kraus, 2009                    | Papoea-Nieuw-Guinea            |
| Toxicocalamus preussi         | Sternfeld, 1913                | Papoea-Nieuw-Guinea, Indonesië |
| Toxicocalamus pumehanae       | O'Shea, Allison & Kaiser, 2018 | Papoea-Nieuw-Guinea            |
| Toxicocalamus spilolepidotus  | McDowell, 1969                 | Papoea-Nieuw-Guinea            |
| Toxicocalamus stanleyanus     | Boulenger, 1903                | Papoea-Nieuw-Guinea, Indonesië |